# El Abra
El Abra is de naam van een omvangrijke archeologische vindplaats in de gelijknamige vallei. El Abra ligt in het oosten van de gemeente Zipaquirá en strekt zich uit tot het meest westelijke deel van Tocancipá in het departement Cundinamarca in Colombia. De honderden meters lange reeks rotsschuilplaatsen bevindt zich in het noorden van de Sabana de Bogotá op de Altiplano Cundiboyacense, in de Cordillera Oriental van de Colombiaanse Andes, op een hoogte van 2.570 meter. De rotsschuilplaats en het grottenstelsel vormen een van de vroegste bewijzen van menselijke nederzettingen in Amerika, gedateerd op 12.400 ± 160 BP. De locatie werd gebruikt door jagers-verzamelaars in het Laat-Pleistoceen.

## Etymologie
De naam El Abra is afgeleid van een grote haciënda met dezelfde naam aan de voet van het westelijke deel van de rotsformatie. De oostkant van de ontsluiting van zandsteen is toegankelijk. Bij deze Rocas de Sevilla worden klimactiviteiten georganiseerd. 

## Archeologisch onderzoek
Het eerste onderzoek werd in 1967 uitgevoerd. De stratigrafie van stenen werktuigen, botten en plantaardige houtskool met behulp van koolstofdatering stelde de datering van de nederzetting vast op 12.400 ± 160 jaar BP.  
Eind jaren 1960 werkte de Universiteit van Indiana mee aan een diepgaander onderzoek. In 1970 ontdekte de Nederlandse stichting tot bevordering van het tropisch onderzoek NWO-WOTRO vier nieuwe prekeramische vindplaatsen. De analyse van lacustriene sedimenten maakte een nauwkeuriger inzicht in het paleoklimaat en de flora mogelijk.

### Fúquene-stadiaal
Het Fúquene-stadiaal, vernoemd naar het Fúquene-meer, vlakbij het gelijknamige dorp, omvat de periode van 15.000 tot 12.500 BP. Het wordt gekenmerkt door een koud klimaat, een flora die typisch is voor páramo-ecosystemen en stenen werktuigen.

### Guantivá-interstadiaal
Ongeveer 12.500 BP zorgde een geleidelijke temperatuurstijging voor de terugkeer van het nevelwoud en de vestiging van vele diersoorten, waardoor de jacht gemakkelijker werd. Artefacten uit deze periode worden abriense genoemd: vuurstenen gereedschappen en chopperkernen. Naarmate het klimaat milder werd, werd het grottenstelsel geleidelijk verlaten.

### Tibitó-stadiaal
De opgravingen uit deze periode, bij Tibitó nabij Tocancipá, dateren van 11.400 BP. Ze tonen stenen en benen werktuigen en resten van de megafauna uit het Pleistoceen, zoals mastodonten (Haplomastodon waringi en Cuvieronius hyodon), Amerikaanse paarden (Equus neogeus) en witstaartherten (Odocoileus virginianus), met sporen van rituele ceremonies.

### El Abra-stadiaal
Gedateerd op 11.000 BP wordt dit gekenmerkt door een nieuwe afkoeling van het klimaat, terugtrekking van de bossen en een laatste periode van langdurige glacialen. Uit deze periode toont de Tequendama-site in Soacha stenen werktuigen (Tequendamenses-gereedschappen) met een gladdere afwerking, vele gemaakt met materialen die vanuit de vallei van de Magdalena naar deze plek zijn gebracht, zoals kwartsiet. In Tequendama zijn aanwijzingen gevonden voor domesticatie van cavia's.

### Holoceen
Rond 10.000 BP eindigde de laatste ijstijd en kwamen de Andesbossen terug. De stenen werktuigen laten een toename zien in verzamelactiviteiten, met de consumptie van knaagdieren en planten, en in geringere mate jacht op grote dieren. De grotten van El Abra werden geleidelijk verlaten, terwijl andere nabijgelegen rotsschuilplaatsen zoals Nemocón en openluchtsites zoals Checua werden bewoond.

### Aguazuque
In Aguazúque werd rond 5000 BP landbouw bedreven op verhoogde terrassen. Er zijn slijpstenen te zien in combinatie met een meer rondtrekkende levenswijze. De abriense-achtige instrumenten verdwenen.